# Joel Eriksson (Eisschnellläufer)
Joel Eriksson (* 16. September 1984 in Göteborg) ist ein schwedischer Eisschnellläufer.
Sein Debüt im Weltcup bestritt er im November der Saison 2006/07 in Berlin. Beim Teamlauf-Saisonfinale in Erfurt gewann er mit Johan Röjler und Daniel Friberg Silber. Im Gesamtweltcup erlangten sie damit Rang 5 für Schweden.
In der Saison 2007/08 schaffte Eriksson den Aufstieg in die A-Gruppe über 5000/10.000 Meter. Mit Platz 18 über 5000 Meter lief er in Calgary sein bis dato bestes Ergebnis. Er konnte sich jedoch nicht in der A-Gruppe halten und läuft seither im Bereich der besten 10 in der B-Gruppe über die Sprint und Langstrecken.
Bei den Einzelstreckenweltmeisterschaften im kanadischen Richmond konnte Eriksson im Teamlauf die erste Medaille für Schweden einbringen. Mit einer überragenden Teamleistung gewann das Trio Eriksson, Röjler und Friberg Silber hinter den Niederländern.

## Eisschnelllauf-Weltcup-Platzierungen
| Platzierung | 100 m | 500 m | 1000 m | 1500 m | 5000 m | 10.000 m | Team |
| ----------- | ----- | ----- | ------ | ------ | ------ | -------- | ---- |
| 1. Platz    |       |       |        |        |        |          |      |
| 2. Platz    |       |       |        |        |        |          | 1    |
| 3. Platz    |       |       |        |        |        |          | 1    |
| Top 10      |       |       |        |        |        |          | 7    |

(Stand: 15. März 2009)